# Karaçalı, Sur
Karaçalı là một xã thuộc quận Sur, tỉnh Diyarbakır, Thổ Nhĩ Kỳ.